# Gedenkbuch – Opfer der Verfolgung der Juden unter der nationalsozialistischen Gewaltherrschaft 1933–1945
Das Gedenkbuch – Opfer der Verfolgung der Juden unter der nationalsozialistischen Gewaltherrschaft 1933–1945 des deutschen Bundesarchivs ist ein Namensverzeichnis und Denkmal der deutschen Geschichte. Es listet Personen auf, die im Holocaust der nationalsozialistischen Judenverfolgung zum Opfer fielen. Es begrenzt sich dabei auf diejenigen, die zwischen 1933 und 1945 in den Grenzen des Deutschen Reichs von 1937 freiwillig einen Wohnsitz genommen hatten.

## Geschichte
Das Gedenkbuch enthielt in der ersten Ausgabe 1986 ungefähr 128.000 Namen von jüdischen Opfern. In der zweiten Ausgabe von 2006 waren 149.625 Namen enthalten. Das Gedenkbuch ist seit Dezember 2007 auch im Internet veröffentlicht. Die Datenbank wird ständig aktualisiert und enthält 176.475 Namen (Stand: Februar 2020). Ergänzungen und Korrekturen können an das Bundesarchiv gesendet werden.

„Dieses Gedenkbuch gibt den Ermordeten ihren Namen und damit ihre Menschenwürde wieder. Es ist zugleich ein Denkmal und eine Erinnerung daran, dass jedes einzelne Menschenleben einen Namen und eine einzigartige Geschichte hat.“

### Onlineausgabe
Kern der Onlinepräsentation ist das Namensverzeichnis, das durch eine Suchmaske eine komplexe Suche nach den betroffenen Personen ermöglicht. Das Online-Angebot enthält weiterhin eine Deportationschronologie und eine ergänzende Bibliographie.

### Druckausgaben
Zweibändige Ausgabe von 1986:
- Gedenkbuch: Opfer der Verfolgung der Juden unter der nationalsozialistischen Gewaltherrschaft in Deutschland 1933–1945 (bearbeitet vom Bundesarchiv, Koblenz und dem Internationalen Suchdienst, Arolsen), Koblenz 1986, ISBN 3-89192-003-2.

Vierbändige Ausgabe von 2006:
- Gedenkbuch – Opfer der Verfolgung der Juden unter der nationalsozialistischen Gewaltherrschaft in Deutschland: 1933–1945 (bearbeitet und herausgegeben vom Bundesarchiv), zweite, wesentlich erweiterte Auflage, Verlag des Bundesarchivs, Koblenz 2006, ISBN 3-89192-137-3.